# LavkaLavka
LavkaLavka, ЛавкаЛавка — фермерский кооператив, проект в сфере социального предпринимательства, который ставит своей целью возрождение сельского хозяйства и утерянных гастрономических традиций в России и других странах. Включает онлайн-сервис в виде социальной сети, предназначенный для взаимодействия фермеров с потребителем, а также сеть ресторанов и магазинов розничной торговли с соответствующей фермерской продукцией.

## История
Проект был основан в Москве весной 2009 года тремя друзьями: журналистом Борисом Акимовым, специалистом в сфере IT Александром Михайловым и продавцом Василием Пальшиным. Идея предпринимателей состояла в том, чтобы создать общедоступную площадку для реализации экологически чистой сельскохозяйственной продукции, свободной от химических добавок, которую практически невозможно приобрести в обычных магазинах. Основная задача состояла в том, чтобы свести фермеров и потребителей напрямую без каких-либо посредников.
Для этих целей ими был создан Интернет-ресурс LavkaLavka, где каждый фермер может зарегистрировать аккаунт и выставить на продажу свою продукцию. Прежде чем товар появится на сайте, члены проекта тщательно проверяют фермерское хозяйство на соответствие декларируемым нормам, например, какие семена используются при посадке культур, чем поливается и удобряется огород, в каких условиях содержится скот и так далее. Компанией разработана собственная система экологической сертификации (СЭС), основные её положения: отказ от искусственных веществ в качестве удобрений, пестицидов, гербицидов, регуляторов роста, использование растительных настоев и агротехнических приёмов для борьбы с болезнями. При этом покупатель имеет возможность получать полную информацию о приобретаемой продукции, в том числе доступны фотографии и описания хозяйства (каждый отдельный товар заказывается не из абстрактного ассортимента, а у конкретных фермеров из конкретных хозяйств). Дополнительно в некоторых отдельных случаях присутствует возможность экологического туризма, клиенты при желании могут сами посетить интересующее их хозяйство и лично ознакомиться с процессом производства товаров.
В 2011 году в Москве и Санкт-Петербурге были открыты фирменные рестораны LavkaLavka, специализирующиеся на приготовлении блюд русской кухни из той же экологически чистой сельскохозяйственной продукции. Рестораны, по мнению основателей, ориентированы в первую очередь на тех клиентов, которые хотят питаться здоровой деревенской едой, но по тем или иным причинам пока не готовы заказывать продукцию на сайте. В меню опять же приведены подробные сведения о происхождении всех ингредиентов, использованных в приготовлении блюд. Меню составляется с обязательным учётом идеологии этичного потребления. Например, ресторан не заказывает для своих нужд 125 стейков, вместо этого фермер привозит целую коровью тушу, которая вся целиком разделывается, и каждый кусок приготавливается в соответствии с гастрономическими правилами. Когда тушу съедают без остатка, фермер привозит новую..
По состоянию на 2013 год в проекте насчитывалось около 4 тыс. постоянных покупателей, несколько десятков постоянных поставщиков, а ежемесячный оборот составлял 10 млн рублей.

## Отзывы
Бизнес-ассоциация AmBAR в 2013 году охарактеризовала LavkaLavka как один из самых ярких и красивых социальных стартапов в России.
Высоко оценивались и рестораны LavkaLavka, так, обозреватель газеты Коммерсантъ Weekend присвоил московскому ресторану четыре звезды из пяти, назвав его очень актуальным на нынешнем геополитическом фоне и отлично вписывающимся в национальную программу «импортозамещения». По результатам открытого голосования на специализированном портале Menu.ru кафе LavkaLavka получило премию «Лучший ресторан 2013 года», одержав победу в номинации «меню из российских продуктов».
Деятельность проекта положительно оценивалась и некоторыми известными иностранными изданиями, которые часто отмечают в своих статьях и репортажах, что успех таких организаций как LavkaLavka особенно высок в условиях 
экономических санкций, введённых западными странами в отношении России. Проект освящался такими авторитетными новостными порталами как Euronews, The New York Times.